# Rzeź wołyńska

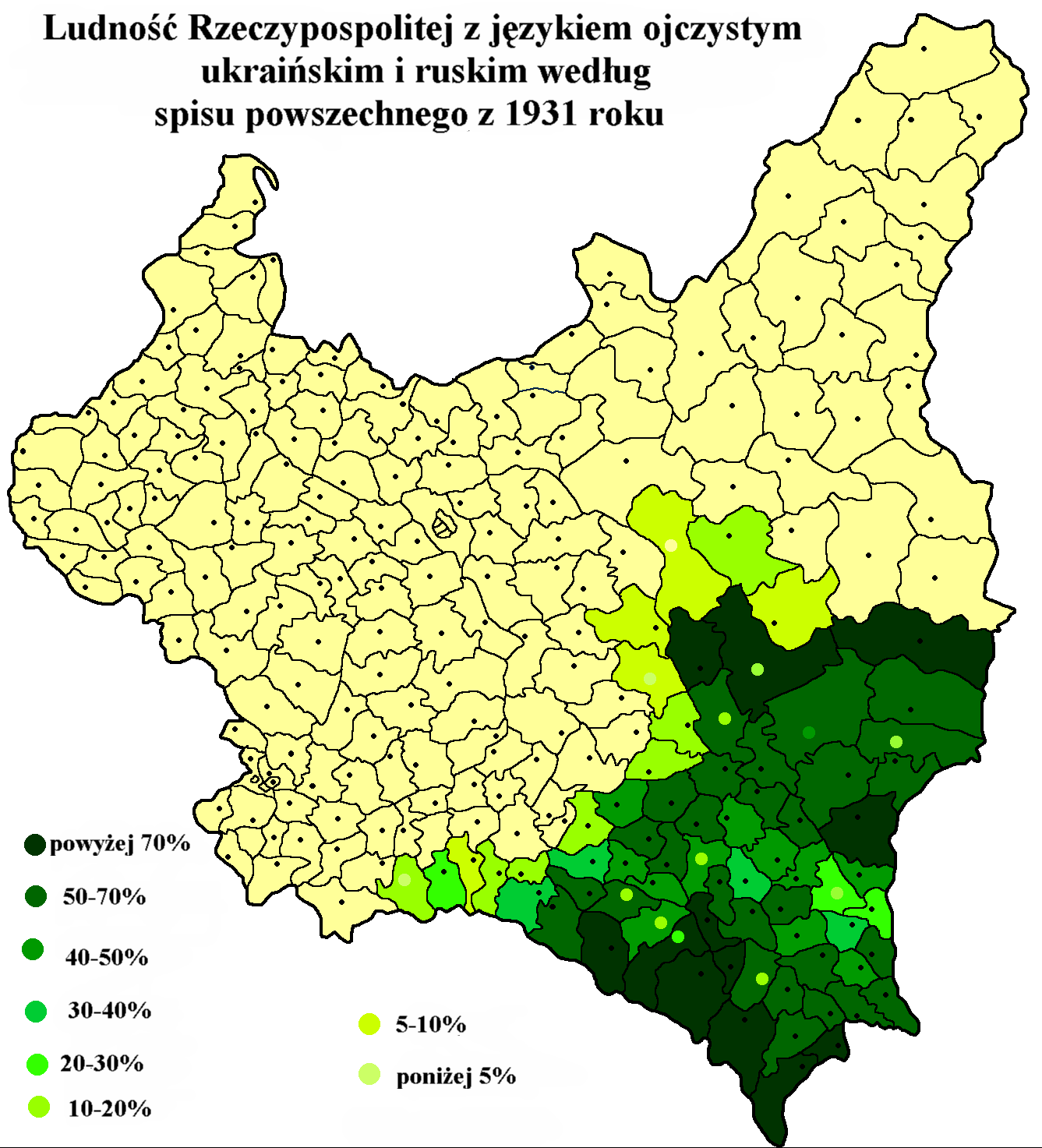
Ludność Rzeczypospolitej z językiem ojczystym ukraińskim i ruskim, według spisu powszechnego 1931 roku

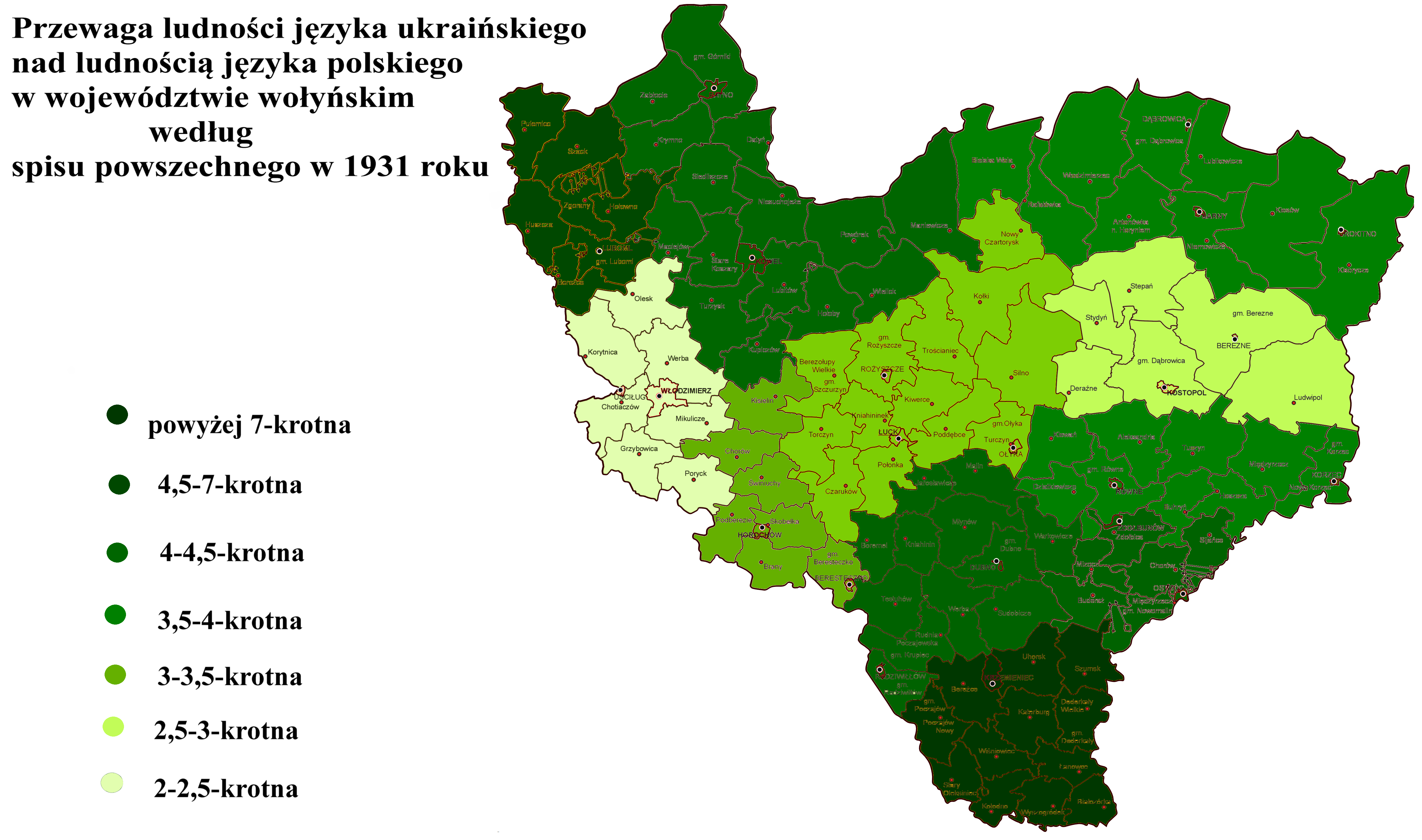
Przewaga liczebna ludności języka ukraińskiego nad ludnością języka polskiego w województwie wołyńskim według spisu powszechnego 1931 roku

Rzeź wołyńska – ludobójstwo dokonane przez nacjonalistów ukraińskich przy aktywnym, częstym wsparciu miejscowej ludności ukraińskiej wobec mniejszości polskiej byłego województwa wołyńskiego II RP (w czasie okupacji niemieckiej tego terytorium (sierpień 1941 – luty 1944) administracyjnie w składzie struktury okupacyjnej III Rzeszy Komisariat Rzeszy Ukraina), podczas okupacji terenów II Rzeczypospolitej przez III Rzeszę, w okresie od lutego 1943 do lutego 1944.
Ofiarami mordów, których kulminacja nastąpiła w lecie 1943, byli Polacy, w dużo mniejszej skali Rosjanie, Ukraińcy, Żydzi, Ormianie, Czesi i przedstawiciele innych narodowości zamieszkujących Wołyń. Nie jest znana dokładna liczba ofiar, historycy szacują, że zginęło ok. 50 tys. Polaków i w odwecie 2–3 tysiące Ukraińców.
Analogiczne ludobójstwo zostało przeprowadzone przez oddziały UPA w pierwszej połowie 1944 roku na terenach sąsiadujących z Wołyniem województw: lwowskiego, tarnopolskiego i stanisławowskiego, określanych w historiografii mianem Galicji Wschodniej bądź Małopolski Wschodniej. Stąd też niekiedy obie zbrodnie bywają traktowane jako jedna i określane wspólną nazwą: zbrodni (rzezi) wołyńsko-galicyjskiej lub wołyńsko-małopolskiej.

## Motywy eksterminacji
Nastroje antypolskie w szeregach ukraińskich nacjonalistów kształtowały się co najmniej od 1917 r. kiedy to z inspiracji bolszewickiej kozacy i ukraińscy chłopi dokonali mordów na polskiej ludności cywilnej, całe gospodarstwa, pałace i folwarki zostały obrócone w zgliszcza. Zbrodnie trwały kilka tygodni i pochłonęło nawet do 2 tysięcy ofiar.
Kornel Makuszyński, bezpośredni świadek tych wydarzeń, napisał później we wspomnieniach:
„Może przyjdzie jeszcze ten czas, że i ten człowiek oszalały, co piłą rzezał człowieka i gwałcił dzieci, stanie nagle nieprzytomny z lęku przed ohydnem widmem tego czynu i człowiek się w nim odezwie? […] Dziki człowiek ukraińskiego stepu […] pojmie może […], że się stało za jego sprawą coś strasznego, że krwawemi rękoma zabił duszę swojej ziemi, zamęczywszy ludzi i zwierzęta, splugawiwszy ziemię, poraniwszy drzewa”.
W dwudziestoleciu międzywojennych greckokatolicki biskup diecezji stanisławowskiej Grzegorz Chomyszyn pisał:
„Nacjonalizm począł u nas przybierać cechy ducha pogańskiego, albowiem wprowadza pogańską etykę nienawiści, nakazując nienawidzić wszystkich, którzy są innej narodowości”.
W 1932 opublikował pracę „Problem ukraiński”, w której stwierdzał że, przyjęcie przez Ruś chrztu z Bizancjum, a nie z Rzymu, było wielkim nieszczęściem, gdyż sprawiło, że podstawowe prawdy wiary nie stały się zarazem zasadami postępowania wiernych w życiu codziennym.
Władze II Rzeczypospolitej, mając na uwadze trudne doświadczenia z lat 1917–1918, podjęły natychmiastowe działania w celu polonizacji Kresów Wschodnich. Proces ten rozpoczęto od reorganizacji urzędów, z których usunięto osoby odmawiające złożenia przysięgi na wierność państwu polskiemu. Zniesiono również ukraińskojęzyczne katedry na Uniwersytecie Lwowskim, ograniczając dostęp do studiów wyłącznie dla osób które odbyły służbę w Wojsku Polskim.
W grudniu 1920 roku Sejm uchwalił ustawę, która umożliwiała zasłużonym żołnierzom i inwalidom wojennym z centralnej Polski nabywanie gospodarstw na Wołyniu na preferencyjnych warunkach. W rezultacie liczba Polaków w tym regionie wzrosła z 240 tysięcy w 1921 roku do niemal 340 tysięcy w roku 1931.
Równocześnie, Ukraińcy, oczekując korzystnej decyzji Rady Ambasadorów Ligi Narodów w sprawie Małopolski Wschodniej, podjęli działania oporu wobec polskich władz. Oficerowie Ukraińskiej Armii Halickiej na czele z Pułkownikiem Jewhenem Konowalcem powołali w 1920 roku Ukraińską Organizację Wojskową (UWO). Pierwszą akcją terrorystyczną UWO przeciwko rządowi II Rzeczypospolitej był nieudany zamach na marszałka Józefa Piłsudskiego 25 września 1921 roku we Lwowie.
Latem i jesienią 1922 roku, pod bezpośrednim przewodnictwem Konowalca, przeprowadzono serię akcji terrorystycznych i sabotażowych przeciw ludności cywilnej, znanych jako „pierwsze wystąpienie UWO”, obejmujących województwa lwowskie, tarnopolskie i stanisławowskie. Dochodziło do podpaleń gospodarstw, niszczenia mienia oraz ataków na posterunki policji i infrastrukturę. W ciągu kilku miesięcy UWO przeprowadziło około 300 akcji i sabotaży, w tym zamachy na Ukraińców dążących do porozumienia z Polakami.
Te wydarzenia skłoniły Radę Ambasadorów do przyznania ziem spornych Polsce, z zaleceniem przyznania autonomii lokalnym samorządom. Dodatkowo, prawa mniejszości narodowych w zakresie edukacji, sądownictwa oraz języka były teoretycznie gwarantowane przez mały traktat wersalski ratyfikowany przez Polskę w 1919 roku, jednak nie wszystkie jego postanowienia zostały w pełni wdrożone.

## Tło wydarzeń
W wyniku agresji Niemiec i ZSRR na Polskę we wrześniu 1939 r., po okupacji całości terytorium II Rzeczypospolitej przez Wehrmacht i Armię Czerwoną i ustaleniu w dniu 28 września 1939 r. w pakcie o granicach i przyjaźni pomiędzy III Rzeszą a ZSRR granicy niemiecko-sowieckiej na okupowanym terytorium Polski, tereny województwa wołyńskiego znalazły się pod okupacją ZSRR. Aby uzasadnić aneksję okupowanych terenów Polski, Sowieci przeprowadzili 22 października 1939 r. w atmosferze terroru fikcyjne wybory do lokalnego Zgromadzenia Ludowego. 27 października Zgromadzenie Ludowe Zachodniej Ukrainy ogłosiło włączenie Wołynia w skład Ukraińskiej SRR, co potwierdziło Prezydium Rady Najwyższej 1 listopada 1939 r.
Po ataku Niemiec na ZSRR Wołyń został włączony do utworzonego 1 września 1941 r. Komisariatu Rzeszy Ukraina. Hitler zgodnie ze swoją polityką wschodnią traktował Ukrainę jako zaplecze materialne III Rzeszy i nie przewidywał istnienia tam administracji innej niż niemiecka. Głównym jego celem była eksploatacja gospodarcza, której podstawą były wysokie kontyngenty nakładane na ludność.
Po rozpoczęciu likwidacji gett i masowej zagłady ludności żydowskiej (początek 1942), ukraińska policja pomocnicza współdziałała z SS i policją niemiecką przy obławach w gettach i konwojowaniu Żydów do miejsc egzekucji, również niejednokrotnie uczestnicząc w egzekucjach. W Holocauście zostało zamordowanych przez aparat przemocy III Rzeszy około 150 tys. Żydów na Wołyniu i 455 tys. w Małopolsce Wschodniej. Ludobójstwo dokonane publicznie przez niemieckiego okupanta na Żydach było kolejnym – po masowych deportacjach, aresztowaniach i masowych morderstwach ludności Kresów Wschodnich dokonanych również publicznie w okresie okupacji sowieckiej 1939–1941 przez NKWD – dowodem na amoralność i „skuteczność” masowych prześladowań i zbrodni dokonywanych instytucjonalnie przez państwa-okupantów i skierowanych przeciw całym grupom narodowościowym lub społecznym. Stwarzało to w konsekwencji klimat społecznej obojętności dla przemocy, zbrodni i wreszcie zbrodni na skalę masową – ludobójstwa. Zagłada Żydów stała się dla ukraińskich nacjonalistów przykładem, jak można usunąć Polaków.

Tej taktyki masowych mordów Ukraińcy nauczyli się od Niemców. To dlatego czystki etniczne UPA zaskakiwały swą skutecznością i dlatego wołyńscy Polacy w 1943 r. byli niemal tak samo bezradni jak Żydzi na Wołyniu w 1942 r. Kampania przeciwko Polakom zaczęła się na Wołyniu, a nie w Galicji, prawdopodobnie właśnie dlatego, że tutaj policja ukraińska odegrała większą rolę w wydarzeniach Holokaustu. Łączy to zagładę Żydów z rzezią Polaków i wyjaśnia obecność na Wołyniu tysięcy doświadczonych w ludobójstwie Ukraińców.

W wyniku zbrodni sowieckich i niemieckich, zsyłek, wyjazdów na roboty do Rzeszy, liczba ludności Wołynia spadła z szacowanych 2,3 mln w sierpniu 1939 roku do niespełna 2 mln w styczniu 1943 roku. Oprócz Żydów relatywnie największe straty poniosła mniejszość polska – ubytek około 45 tysięcy osób, w tym wiele jednostek przywódczych, o przygotowaniu wojskowym i organizacyjnym. W 1942 roku Niemcy szacowali liczbę Polaków na Wołyniu na 306 tysięcy, co stanowiło 14,6% ogółu ludności.
W 1942 bezwzględne postępowanie władz niemieckich (wysokie kontyngenty, rabunkowa gospodarka, egzekucje) doprowadziło do żywiołowego rozwoju ruchu partyzanckiego na Wołyniu. Oprócz grup niezwiązanych z żadną organizacją polityczną i partyzantki radzieckiej powstały trzy ukraińskie formacje partyzanckie: tzw. pierwsza UPA (największa), oddziały wojskowe OUN-M oraz drobne oddziały OUN-SD (OUN-R, później OUN-B). Oddziały OUN-SD działały jednak najbardziej dynamicznie. Jako jedyni zdecydowali się oni na zjednoczenie wszystkich ukraińskich partyzanckich formacji zbrojnych (często siłą) oraz na natychmiastowe podjęcie walk partyzanckich.
W marcu i kwietniu 1943 nastąpiła na Wołyniu masowa dezercja policjantów Ukraińskiej Policji Pomocniczej. Część dezerterów zasiliła oddziały OUN-B, OUN-M i UPA. Dezerterujący policjanci dopuszczali się zbrodni na wybranych Polakach. Akcja ta nosiła znamiona realizacji postanowień OUN-B o rozpoczęciu walki zbrojnej i planu usunięcia polskiej ludności Wołynia.
Klęska Niemiec pod Stalingradem w lutym 1943 roku i perspektywa wkroczenia do wschodniej Polski Armii Czerwonej spowodowały, że obywatele polscy narodowości ukraińskiej rozważali ponownie wywalczenie niepodległości. OUN obawiała się powtórzenia sytuacji z czasów I wojny światowej, gdy porażka Rosji i wyczerpanie Niemiec pozostawiły próżnię wypełnioną przez Polaków. Armia Krajowa poinformowała rząd polski, że w ramach powstania przeciwko Niemcom niezbędne będą szybkie działania przeciwko Ukraińcom, a Wołyń i Galicję należy poddać okupacji wojskowej.

## Decyzja o eksterminacji Polaków
Plany OUN podczas wojny i polityka narodowościowa, którą zamierzał wprowadzić rząd Stećki, zakładały usunięcie Polaków z Wołynia i Małopolski Wschodniej. Zamierzano przy tym wspomóc się prowokowanymi wystąpieniami chłopskimi. Wobec inteligencji miano zastosować tę samą politykę, którą wprowadzali w życie Niemcy w ramach akcji Intelligenzaktion. Postanowiono prowadzić politykę faktów dokonanych i usunąć polską ludność ze spornych terenów, aby przed ewentualnymi rozmowami międzynarodowymi na temat granic, teren do którego OUN-B rościła swoje żądania, był jednolity etnicznie. Wpływ na taką decyzję miała również zagłada Żydów. Jeden z dowódców UPA tak oceniał sytuację:

Z dniem 1 marca 1943 r. przystępujemy do powstania zbrojnego. Jest to działanie wojskowe i jako takie skierowane jest przeciwko okupantowi. Obecny jednak okupant jest przejściowym, nie należy więc tracić sił w walce z nim. Właściwy okupant to ten, który nadchodzi [ZSRR]. Jeśli chodzi o sprawę polską, to nie jest to zagadnienie wojskowe, tylko mniejszościowe. Rozwiążemy je tak, jak Hitler sprawę żydowską. Chyba że usuną się sami.

W dniach 17–23 lutego 1943 r., w wiosce Terebieże lub Wołujki w pobliżu Oleska odbyła się III konferencja OUN-B. Według Czesława Partacza i Władysława Filara kierownictwo OUN-B podjęło wówczas decyzję o usunięciu wszystkich Polaków ze wszystkich ziem uznawanych przez nich za ukraińskie. Wersji tej nie podtrzymuje pion śledczy Instytutu Pamięci Narodowej: „Uznano, że na III konferencji podjęto jedynie decyzję o tworzeniu silnych struktur partyzanckich nie podejmujących wszakże szerszej działalności bojowej i nastawionych na wystąpienie w „odpowiednim momencie”, natomiast decyzję o rozpoczęciu na szeroką skalę działań partyzanckich podjęto samodzielnie na Wołyniu łamiąc ustalenia III konferencji /.../ Są różne możliwości wyjaśnienia takiej, a nie innej decyzji wołyńskich przywódców OUN. Pierwsza, to cicha umowa pomiędzy Klaczkiwskim i Szuchewyczem mająca na celu usunięcia Łebed’ia. Być może elementem planu zmiany na stanowisku prowidnyka był „bunt terenu”. Analogiczne stanowisko zajmują Grzegorz Hryciuk i Grzegorz Motyka.
Według najbardziej prawdopodobnej hipotezy decyzja o ludobójstwie Polaków zapadła w gronie trzech osób wołyńskiego kierownictwa OUN-B: Dmytra Klaczkiwskiego, kierującego wołyńską OUN-B, Wasyla Iwachowa, referenta wojskowego OUN-B oraz Iwana Łytwynczuka, dowodzącego siłami UPA na północno-wschodnim Wołyniu. Ten ostatni według zeznań S. Janiszewśkiego był inicjatorem i najaktywniejszym organizatorem mordów na Polakach. Między marcem i majem 1943 r. po śmierci Iwachowa pełnia władzy przeszła w ręce Klaczkiwskiego, który już samodzielnie zadecydował o rozpoczęciu czystki etnicznej na całym Wołyniu.
Organizacja mordów, ich przebieg, rozmiary, zasięg terytorialny oraz cele i motywy, jakie tej akcji przyświecały, uprawniają zdaniem pionu śledczego IPN do stwierdzenia, iż na terenie Wołynia w latach 1939–1945 doszło do zbrodni ludobójstwa. Zbrodnie były dziełem Ukraińskiej Powstańczej Armii, wzmocnionej w marcu i kwietniu 1943 przez dezerterów z Ukraińskiej Policji Pomocniczej, wspomaganej przez ukraińskie chłopstwo zwane czernią, członków oddziałów Samooboronni Kuszczowi Widdiły i Służbę Bezpieczeństwa OUN-B.

## Inspiratorzy zbrodni
Odpowiedzialnym za wydanie rozkazu do udziału UPA w czystce etnicznej jest Dmytro Klaczkiwski ps. „Kłym Sawur”, dowódca okręgu UPA-Północ wraz z Wasylem Iwachowem i Iwanem Łytwynczukiem. Śledztwo IPN wskazuje przywódców OUN-B i UPA bezpośrednio odpowiedzialnych za decyzję o zbrodni i kierowanie mordami:
- Dmytro Klaczkiwski, ps. „Kłym Sawur”, ówczesny dowódca grupy UPA-Północ. W okresie marzec-maj 1943 r. podjął indywidualnie decyzję o rozpoczęciu mordów na całym Wołyniu. W czerwcu 1943 roku wydał tajną dyrektywę terytorialnego dowództwa UPA na Wołyniu w sprawie przeprowadzenia wielkiej akcji likwidacji polskiej ludności męskiej w wieku od 16 do 60 lat[30].

[...] Powinniśmy przeprowadzić wielką akcję likwidacji polskiego elementu. Przy odejściu wojsk niemieckich należy wykorzystać ten dogodny moment dla zlikwidowania całej ludności męskiej w wieku od 16 do 60 lat. [...] Tej walki nie możemy przegrać i za każdą cenę trzeba osłabić polskie siły. Leśne wsie oraz wioski położone obok leśnych masywów powinny zniknąć z powierzchni ziemi.

Fakt ten potwierdził dowódca okręgu „Turiw” Jurij Stelmaszczuk ps. „Rudyj” w zeznaniach po wojnie złożonych wobec NKWD po aresztowaniu:

W czerwcu 1943 roku spotkałem się w lesie kołkowskim z Kłymem Sawurem oraz z zastępcą przedstawiciela sztabu głównego Andruszczenką. Sawur dał mi rozkaz wymordowania wszystkich Polaków w okręgu kowelskim. [...] Nie miałem prawa nie wykonać rozkazu, zaś na wykonanie nie pozwalały mi osobiste przekonania. Zwróciłem się do Andruszczenki, który powiedział mi, że jest to polecenie nie z centrum, że jest to przekręcenie w terenie

Stelmaszczuk próbował się odwołać do Mykoły Łebedia w piśmie datowanym 24 czerwca 1943, lecz ten był już wówczas odwołany z funkcji p.o. prowidnyka OUN-B.

Druże Ruban! Przekazuję do waszej wiadomości, że w czerwcu 1943 r. przedstawiciel centralnego Prowodu – dowódca UPA – „Piwnicz” „Kłym Sawur” przekazał mi tajną dyrektywę w sprawie całkowitej- powszechnej, fizycznej likwidacji ludności polskiej

 Wiadomo jednak, że Stelmaszczuk otrzymany rozkaz wypełnił.
Grzegorz Motyka przypuszcza, że dyrektywa Prowodu OUN mogła nakazywać całkowitą likwidację ludności polskiej bądź też zawierała postanowienia łagodniejsze (na przykład poprzedzanie mordów wezwaniami do wyjazdu), jednak jej treść została samowolnie zmieniona przez „Kłyma Sawura” na bardziej radykalną. Świadczyć może o tym krytyka, która spotkała Klaczkiwskiego ze strony części działaczy OUN. Obrana przez niego linia postępowania wobec Polaków została jednak zaakceptowana w sierpniu 1943 roku przez III Zjazd OUN z Romanem Szuchewyczem na czele.
- Iwan Łytwynczuk, ps. „Dubowyj”, dowódca Pierwszej Grupy UPA, a następnie Okręgu Wojskowego „Zahrawa”, był organizatorem i inicjatorem rozprawy z polską ludnością, niejednokrotnie chełpił się swoimi zasługami w likwidowaniu Polaków.
- Petro Olijnyk, ps. „Enej”, dowodził Okręgiem Wojskowym „Bohun”.
- Jurij Stelmaszczuk, ps. „Rudyj”, dowódca grupy UPA „Ozero”, a następnie Okręgu Wojskowego UPA „Turiw”.
- Wasyl Iwachiw, ps. „Soma”, referent wojskowy OUN-B, wraz z Klaczkiwskim i Łytwyńczukiem, podjął decyzję o rozpoczęciu antypolskich działań[48].

## Opis zbrodni

### Rodzaje ataków
Zasadniczo można wyróżnić trzy rodzaje napadów:
- napady na pojedyncze osoby oraz małe grupki udające się do innych miejscowości lub pracujące w polu lub lesie;
- napady na małe skupiska Polaków, złożone z kilku, kilkunastu rodzin, zamieszkujące we wsiach lub położone na uboczu kolonie;
- napady na duże skupiska ludności polskiej, wymagające skoncentrowania większych sił.

Dwa pierwsze rodzaje napadów były dziełem Służby Bezpeky OUN lub oddziałów UPA. Trzeci rodzaj wymagał mobilizowania ukraińskiej ludności cywilnej uzbrojonej w białą broń lub sprzęty gospodarskie.

### Początki zbrodni

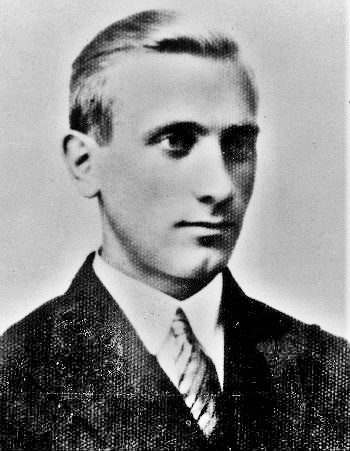
Dmytro Klaczkiwski – Główny kierujący ludobójstwem Polaków na Wołyniu.

Do grudnia 1942 następowały mordy na pojedynczych osobach i rodzinach polskich. Ofiarami byli głównie Polacy zatrudnieni w niemieckiej administracji rolnej i leśnej (nadleśniczy, zarządcy folwarków, agronomowie), a następnie ludność wiejska, głównie we wschodnich powiatach Wołynia. Za pierwszy masowy mord rzezi wołyńskiej Instytut Pamięci Narodowej uznaje masakrę w dniu 9 lutego 1943 w polskiej kolonii Parośla Pierwsza (gm. Antonówka, powiat sarneński). Oddział UPA Hryhorija Perehijniaka „Dowbeszki-Korobki” zamordował tam 173 Polaków. W nocy z 26 na 27 marca 1943 oddziały UPA podległe Iwanowi Łytwynczukowi „Dubowemu” zabiły co najmniej 179 osób w Lipnikach. 23 kwietnia 1943 oddział UPA pod osobistym dowództwem „Dubowego” zabił około 600 osób w Janowej Dolinie (gm. Bereźne, powiat kostopolski). W tym czasie największe nasilenie zbrodni miało miejsce w okręgach UPA podległych Łytwyńczukowi i Petrowi Olijnykowi, głównie w powiatach sarneńskim, kostopolskim i krzemienieckim.
Również maj nie był spokojny: 12 maja w powiecie sarneńskim spalono wsie: Ugły, Konstantynówkę, Osty, Ubereż. 24 maja we wsi Niemodlin w pow. kostopolskim zamordowano 170 osób. W nocy z 24 na 25 maja 1943 spalono wszystkie dwory i folwarki w powiecie włodzimierskim. 28 maja 600-osobowy oddział UPA spalił wieś Staryki i wymordował wszystkich jej mieszkańców. Do lipca 1943 w powiecie horochowskim dokonano napadów na 23 wsie polskie, w powiecie dubieńskim – na 15, w powiecie włodzimierskim – na 28 wsi.
Fala napadów rozpoczęta na wschodzie Wołynia przesuwała się systematycznie w kierunku zachodnim. Eksterminacja ludności polskiej w maju-czerwcu 1943 rozszerzyła się na powiaty dubieński, łucki i zdołbunowski, a w lipcu 1943 objęła wszystkie, poza powiatem lubomelskim, ziemie Wołynia.
Najwięcej mordów dokonano latem 1943. Mordy niejednokrotnie miały miejsce w niedziele. Ukraińcy wykorzystywali fakt, że ludność polska gromadziła się podczas mszy w kościołach, więc często kościoły były otaczane, a wierni przed śmiercią niejednokrotnie torturowani w okrutny sposób (np. przecinanie ludzi na pół piłą do drewna, wyłupywanie oczu, palenie żywcem).
Na 15 lipca (mając błędne informacje, że antypolska akcja zaplanowana jest na 20 lipca) Armia Krajowa zaplanowała przeprowadzenie antyukraińskiej akcji, polegającej na likwidacji aktywistów OUN-B, a mającej udaremnić akcję ukraińską. Całkowitym zaskoczeniem było wcześniejsze rozpoczęcie akcji przez Ukraińców.
Wcześniej polskie podziemie podjęło próbę negocjacji z UPA w celu powstrzymania fali mordów. Wstępne rozmowy z lokalnym dowódcą SB OUN Szabaturą przeprowadzono w okolicach Świnarzyna 7 lipca 1943 roku. Na następne spotkanie w dniu 10 lipca 1943 udała się delegacja z pełnomocnikiem Okręgowej Delegatury Zygmuntem Rumlem ps. „Krzysztof Poręba” na czele oraz przedstawicielem Okręgu Wołyńskiego AK Krzysztofem Markiewiczem ps. „Czort” i woźnicą Witoldem Dobrowolskim. Markiewicz znał Szabaturę z czasów szkolnych; w geście dobrej woli Polacy zrezygnowali ze zbrojnej obstawy. Po przybyciu na miejsce spotkania (wieś Kustycze) wszyscy trzej zostali przez Ukraińców aresztowani i zabici.

### Krwawa niedziela – 11 lipca 1943
11 lipca 1943 około godziny 3.00 oddziały UPA dokonały skoordynowanego ataku na 99 polskich miejscowości, głównie w powiatach horochowskim i włodzimierskim pod hasłem Śmierć Lachom. Po otoczeniu wsi, by uniemożliwić mieszkańcom ucieczkę, dochodziło do rzezi i zniszczeń. Ludność polska ginęła od kul, siekier, wideł, kos, pił, noży, młotków i innych narzędzi zbrodni. Polskie wsie po wymordowaniu ludności były palone, by uniemożliwić ponowne osiedlenie. Była to akcja przygotowana i zaplanowana: na przykład akcję w pow. włodzimierskim poprzedziła koncentracja oddziałów UPA w lasach zawidowskich (na zachód od Porycka), w rejonie Marysin Dolinka, Lachów oraz w rejonie Zdżary, Litowież, Grzybowica. Na cztery dni przed rozpoczęciem akcji we wsiach ukraińskich odbyły się spotkania, na których uświadamiano miejscową ludność o konieczności wymordowania wszystkich Polaków. Rzeź rozpoczęła się około godz. 3.00 rano 11 lipca 1943 od polskiej wsi Gurów, obejmując swoim zasięgiem: Gurów Wielki, Gurów Mały, Wygrankę, Zdżary, Zabłoćce, Sądową, Nowiny, Zagaję, Poryck, Oleń, Orzeszyn, Romanówkę, Lachów, Swojczów, Gucin i inne. We wsi Gurów na 480 Polaków ocalało tylko 70 osób; w kolonii Orzeszyn na ogólną liczbę 340 mieszkańców zginęło 270 Polaków; we wsi Sądowa spośród 600 Polaków tylko 20 udało się ujść z życiem, w kolonii Zagaje na 350 Polaków uratowało się tylko kilkunastu.
Również tego dnia rano 20-osobowa grupa napastników weszła w czasie mszy św. do kościoła w Porycku, gdzie w ciągu trzydziestu minut zabito ok. 100 ludzi, wśród których były dzieci, kobiety i starcy. Bandyci wymordowali wówczas wszystkich (ok. 200) Polaków mieszkających w Porycku. Podobne ataki na kościoły przeprowadzano w innych miejscowościach.
Zabójstw dokonywano z wielkim okrucieństwem. Wsie i osady polskie ograbiono i spalono. Po dokonanych masakrach do wsi na furmankach wjeżdżali chłopi z sąsiednich wsi ukraińskich, zabierając całe mienie pozostałe po zamordowanych Polakach. Główna akcja trwała do 16 lipca 1943. W całym zaś lipcu 1943 celem napadów stało się co najmniej 530 polskich wsi i osad. Wymordowano wówczas siedemnaście tysięcy Polaków, co stanowiło kulminację czystki etnicznej na Wołyniu.

### Sierpień 1943

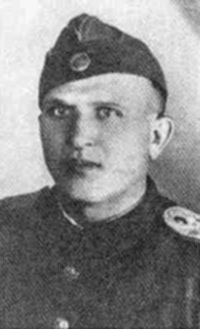
Iwan Kłymczak „Łysy”, dowódca oddziału UPA, który dokonał masakry cywilów w Ostrówkach i Woli Ostrowieckiej

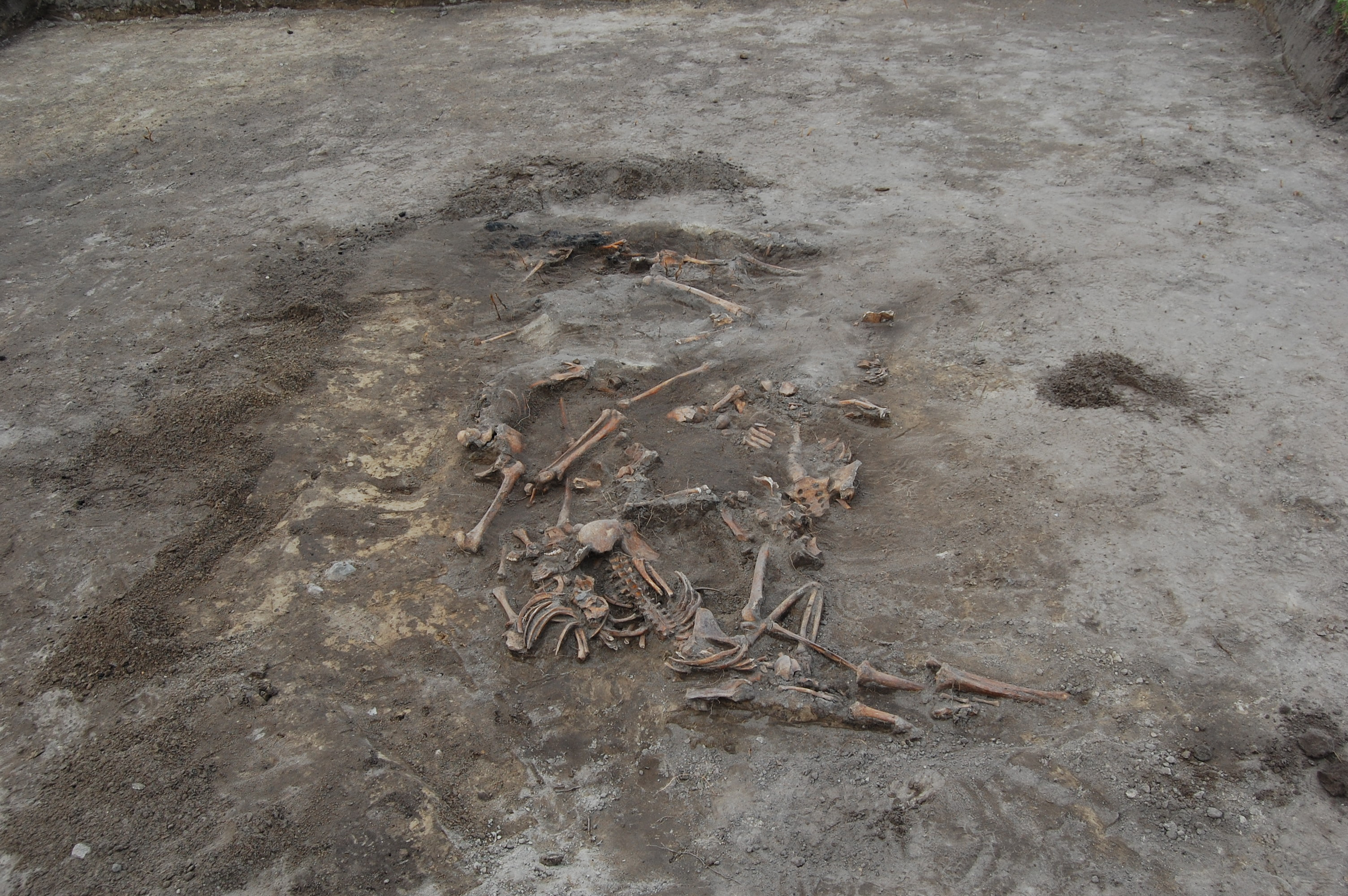
Masowa mogiła ofiar UPA odkryta w Woli Ostrowieckiej

W sierpniu kontynuowano antypolską akcję w miejscowościach, które z różnych przyczyn ludobójstwo ominęło. Początek miesiąca był względnie spokojny – prawdopodobnie dano Polakom czas na dokończenie żniw, by można było zagarnąć gotowe zbiory. Doszło jednak do zbrodni w Leonówce; zginęło około 150 Polaków. Do zmasowanej akcji przypominającej atak z 11 lipca doszło w dniach 28–31 sierpnia, kiedy zaatakowano 85 miejscowości, głównie w powiatach kowelskim, włodzimierskim i nietkniętym dotąd przez rzezie powiecie lubomelskim. 29 sierpnia UPA przeprowadziła akcję we wsiach Ostrówki i Wola Ostrowiecka w powiecie lubomelskim. Zabito wszystkich Polaków, spalono wszystkie budynki, zrabowano mienie i zwierzęta gospodarskie. W wyniku tej akcji we wsi Wola Ostrowiecka zginęło 529 osób, w tym 220 dzieci w wieku do 14 lat, a we wsi Ostrówki zamordowano 438 osób, w tym 246 dzieci do lat 14. Łącznie w sierpniu 1943 dokonano napadów na 301 miejscowości i zamordowano co najmniej 8280 Polaków.
W drugiej połowie 1943 UPA przeprowadziła akcję podziału między chłopów ukraińskich ziem pozostałych po zniszczonych osadach polskich i ziem folwarków znacjonalizowanych przez władze sowieckie po 1939, zaś od czerwca 1941 pozostających pod zarządem niemieckim.

### Przełom 1943/1944
Po okresie względnego uspokojenia sytuacji w październiku-listopadzie 1943, pod koniec roku, szczególnie w czasie świąt Bożego Narodzenia na terenach całego Wołynia nastąpiła nowa fala zbrojnych antypolskich akcji nacjonalistów ukraińskich. Grupy UPA, wspomagane przez miejscową ludność ukraińską, uderzyły na skupiska ludności polskiej i bazy samoobrony w powiatach: rówieńskim, łuckim, kowelskim i włodzimierskim (tzw. „krwawe świętowanie”).
Do ostatniej fali napadów na Wołyniu doszło na początku 1944 r. Korzystając z wycofywania się garnizonów niemieckich przed zbliżającą się Armią Czerwoną, oddziały UPA i bojówki OUN atakowały pozbawioną obrony polską ludność. 2 lutego 1944 na drodze między Kuśkowcami Wielkimi a Śniegorówką zamordowano 129 uchodźców z Łanowiec. 13 lutego w kilku miejscowościach położonych w pobliżu Włodzimierza Wołyńskiego zabito łącznie około 140 Polaków. W tym samym miesiącu w klasztorze w Wiśniowcu bojówka SB OUN zamordowała około 300 osób, głównie kobiet i dzieci.
W ocenie T. Snydera do grudnia z rąk UPA zginęło blisko 40 tys. Polaków.
Wiosną 1944 oddziały UPA przeniosły ciężar swych działań na ziemię lwowską i Podole, liczniej niż Wołyń zamieszkane przez Polaków. Ponadto na lewym brzegu Bugu doszło do eskalacji partyzanckich walk polsko-ukraińskich.

## Polska samoobrona
Wraz ze wzrostem zagrożenia napadami ukraińskimi na polskie wsie, na przełomie 1942 i 1943 roku zaczęły samorzutnie powstawać pierwsze oddziały samoobrony. Były one nieliczne, słabo uzbrojone i ich działalność ograniczała się do patrolowania okolicy i ostrzegania przed atakiem. W 1943 roku na Wołyniu powstało nieco ponad 100 ośrodków samoobrony kierowanych w początkowej fazie ich tworzenia przez władze cywilne. Pierwsze placówki samoobrony powstały w miejscowościach: Jeziory, Szachy, Serniki, Swarycewicze, Borowe, Dubrowica, Wołczyce, Huta Stepańska, Dobryń, Nowosiółki, Ostrowsk, Wieluń, Biała, Komary, Huta Sopaczewska, Hały. W powiecie kostopolskim zorganizowano placówki samoobrony we wsiach: Głuszków, Moczulanka, Nowiny, Stara Huta, Bronisławówka, Rudnia, Stryj, Mokre, Myszków, Zawołocz, Marulczyn, Woronusze, Jakubówka. Szczególnie duża baza powstała w rejonie Starej Huty, gdzie 14 wsi utworzyło wspólny system obrony z ośrodkiem dowodzenia w Starej Hucie.
Drugą dużą bazę zorganizowano w Przebrażu. Wieś zamieniono w obóz warowny. Siły samoobrony stanowił batalion w składzie 4 kompanii. W organizacji samoobrony, uzbrojeniu i przeszkoleniu jej członków pomocy udzielił Inspektorat Łuck AK i Niemcy. Latem 1943 siły w Przebrażu to już siedem kompanii i szwadron zwiadu konnego. Ogółem około 1000 ludzi stanęło pod bronią. Dzięki dobrej organizacji i współpracy z partyzantką radziecką na tym terenie pod dowództwem ppłk. Mikołaja Prokopiuka obronili się podczas kilkakrotnych ataków UPA.
W rejonie na południu od Kowla zorganizowano placówki samoobrony we wsiach: Zasmyki, Janówka, Radomle, Lityń, Ossa, Wierzbiczno, Suszybaba, Lublatyn, Zielona, Różyn, Stara i Nowa Dąbrowa.
Na północ od Włodzimierza Wołyńskiego utworzono samoobronę we wsiach: Spaszczyzna, Wodzinów, Wodzinek, Bielin, Sieliski, Aleksandrówka, Marianówka. Do największych baz samoobrony należały: Przebraże, Huta Stepańska, Pańska Dolina, Stara Huta, Zasmyki, Bielin. Mniejsze ośrodki nie wytrzymały naporu ukraińskich nacjonalistów i zostały zniszczone. Tylko z niektórych mieszkańcy wsi zdołali przedostać się do miast lub większych ośrodków samoobrony.
Ta taktyka nie zapobiegała mordom, dlatego też w lipcu 1943 Okręgowa Delegatura Rządu na Wołyniu wydała instrukcje o tworzeniu baz samoobrony i oddziałów partyzanckich. Była to inicjatywa spóźniona, gdyż w lipcu 1943 ofiarami ludobójstwa padło już około 30 tys. polskiej ludności cywilnej. Z powstałych pojedynczych placówek samoobrony do wkroczenia na tereny Wołynia przetrwało tylko kilkanaście, natomiast w przypadku większych baz samoobrony (składających się z kilku sąsiednich wsi polskich otoczonych różnego rodzaju umocnieniami polowymi) wspomaganych przez oddziały partyzanckie na ogólną liczbę 16, rozbite przez UPA zostały tylko dwie. W styczniu 1944 z oddziałów partyzanckich na tym terenie utworzono 27 Wołyńską Dywizję Piechoty. Powstanie samoobrony na Wołyniu poważnie ograniczyło rozmiary polskich strat, ale nie zapobiegło ludobójstwu Polaków.

## Polska reakcja
Jeszcze w roku 1943 część Polaków, która ocalała z napadów na swoje wsie i wstąpiła do oddziałów niemieckiej policji (ok. 1200 osób) bądź do radzieckich oddziałów partyzanckich, dokonywała – w ramach nowych jednostek – pacyfikacji wsi ukraińskich. W rezultacie w tekstach propagandowych OUN i UPA pojawiły się oskarżenia w stronę Polaków o kolaborację z ZSRR i III Rzeszą.
Na początku stycznia 1944 roku po przekroczeniu przez Armię Czerwoną przedwojennej granicy Polski dowództwo AK zarządziło mobilizację oddziałów partyzanckich na Wołyniu i podjęło decyzję o rozpoczęciu akcji „Burza”. 28 stycznia 1944 r. utworzono 27 Wołyńską Dywizję Piechoty AK.
Oprócz działań przeciwko Niemcom dywizja przeprowadziła 16 większych akcji bojowych przeciw oddziałom UPA, usuwając częściowo zagrożenie dla polskiej ludności cywilnej na zachodzie Wołynia.
Publicysta historyczny Piotr Zychowicz i profesor Paweł Wieczorkiewicz twierdzą, że struktury Armii Krajowej (AK) nie udzieliły odpowiedniej pomocy zagrożonej ludności polskiej na obszarze Wołynia. Jego zdaniem AK nie wykorzystała możliwości zaopatrzenia samoobron wiejskich w broń z magazynów Armii Krajowej w imię wyższych celów politycznych, które okazały się nierealne, przede wszystkim Akcja Burza. Wydano ją kilka miesięcy później utworzonej w ramach Akcji „Burza” 27. Dywizji Wołyńskiej AK. Niektóre samoobrony, jak np. w Przebrażu, zwróciły się do Niemców o przyznanie wsi broni i amunicji „dla obrony ludności przed bandami leśnymi”. Uzyskana zgoda pozwoliła na stworzenie pozorów legalności dla posiadania przez obrońców Przebraża wszelkiej innej broni palnej.
17 lutego 1944 r. na posiedzeniu Centralnego Biura Komunistów Polski w związku z sytuacją militarną Armii Czerwonej, która znalazła się na niektórych odcinkach frontu w odległości 40–80 km od Bugu i aktywizacją nacjonalistycznego ukraińskiego podziemia, które dokonywało rzezi wśród zamieszkujących te tereny Polaków, podjęto decyzję o przegrupowaniu 1 Korpusu Polskich Sił Zbrojnych w ZSRR na front ukraiński. Obecność wojsk polskich miała dodać otuchy rodakom i umożliwić zwiększenie poboru do korpusu, który w niedługim czasie miał się rozwinąć w armię.
W czerwcu 1944 r. Krajowa Rada Narodowa wydała odezwę Do braci Polaków i Ukraińców, w której nawoływała masy pracujące Polski i Ukrainy Zachodniej do solidarnego przeciwstawienia się faszystom ukraińskim mordującym ludność polską. Wzywała też do wspólnej walki z okupantem hitlerowskim, inspiratorem mordów.

## Szacowana liczba ofiar

### Ofiary polskie i prowadzone śledztwa
Dokładne określenie liczby Polaków pomordowanych w rzezi wołyńskiej napotykało przez lata na trudności. Jednym z powodów był fakt, że niektóre miejscowości zostały zrównane z ziemią, a wszyscy ich mieszkańcy wymordowani. Mordów dokonywano na terenach ogarniętych wojną partyzancką i chaosem; często zbrodni nikt nie dokumentował. Wielu świadków, którzy ocaleli z rzezi, uciekło z terenów Wołynia bądź zostało wywiezionych na roboty do Rzeszy, skąd później rozproszyli się po Polsce i świecie. W PRL nie ścigano zbrodni na Wołyniu w konsekwencji utraty Kresów na rzecz ZSRR, a na prywatne zbieranie świadectw o zbrodniach zezwolono dopiero w latach 80. Efektem tych starań było wydane w 1990 r. opracowanie Józefa Turowskiego i Władysława Siemaszki „Zbrodnie nacjonalistów ukraińskich dokonane na ludności polskiej na Wołyniu 1939–1944”, a następnie „Ludobójstwo dokonane przez nacjonalistów ukraińskich na ludności polskiej Wołynia 1939–1945” Władysława i Ewy Siemaszko.
Według badań przeprowadzonych przez Władysława i Ewę Siemaszków, na Wołyniu liczba udokumentowanych ofiar polskich wyniosła 36 543–36 750 znanych z nazwiska Polaków oraz dalsze od ok. 13 500 do ponad 23 000 ofiar, których okoliczności śmierci nie są znane, co daje szacunkową liczbę 50–60 tys. zamordowanych Polaków. Analogiczną wielkość podają Grzegorz Motyka i Jan Kęsik.
Inni historycy i badacze szacują polskie ofiary rzezi wołyńskiej odpowiednio: Ryszard Torzecki – 30 000–40 000 osób, Aleksander Korman – 68 700 ofiar, Tadeusz A. Olszański – 60 000–80 000 ofiar, Józef Turowski – 60 000 ofiar, Wincenty Romanowski – 70 000 ofiar, Paweł Wieczorkiewicz – 40 000–70 000 ofiar.
W 2010 roku Ewa Siemaszko podwyższyła szacunki polskich ofiar rzezi wołyńskiej, włącznie z fazą pregenocydalną, do 60 tysięcy.
Liczba 50–60 tys. zamordowanych Polaków na Wołyniu jest obecnie (2010 rok) uznawana za najbardziej realną przez polskich historyków, z czego 15 tys. do lipca 1943, zaś 17 tys. w lipcu 1943. Duża grupa ludności polskiej szukała schronienia w miastach pod opieką Niemców, ok. 5–7 tys. trafiło do partyzantki sowieckiej. Łączne straty ludności polskiej Wołynia obejmujące zabitych, rannych, deportowanych (i zamordowanych po aresztowaniu) przez NKWD w latach 1939–1941 na Syberię i do Kazachstanu (ok. 45 tys. ludzi), zamordowanych przez NKWD w więzieniach w Łucku, Równem i pomniejszych w czerwcu 1941 (po agresji III Rzeszy na ZSRR – p. ks. Władysław Bukowiński), wywiezionych na roboty do Niemiec (do czerwca 1943 – 25 tys. Polaków), zamordowanych w czasie pacyfikacji przez policję niemiecką i uciekinierów wyniosły w okresie 1939–1945 około 150 tysięcy osób. Polskie podziemie (Okręgowy delegat rządu) w raporcie z 7 października 1943 r. (a więc po największej fali mordów) oceniało liczbę ludności polskiej na 170 tys. skupionej w 11 miastach powiatowych oraz w 25 bazach obronnych.
Część danych opracowanych przez Siemaszków jest podważana przez ukraińskiego krajoznawcę Jarosława Caruka, który na podstawie własnych badań w rejonie włodzimierskim twierdzi, że autorzy ci zawyżyli liczbę polskich ofiar o 1916 osób, zaś liczbę ofiar ukraińskich zaniżyli o 1184 osoby. Ustalenia Caruka są kwestionowane przez polskich świadków. Grzegorz Hryciuk krytykuje je za ślady zbyt daleko posuniętego „literackiego talentu autora”, Grzegorz Motyka wskazuje na przypisywanie Polakom przez Caruka zbrodni niemieckich. Liczb podawanych przez Jarosława Caruka nikt nie weryfikował.
Na obszarze województw lwowskiego, tarnopolskiego i stanisławowskiego w analogicznych napadach zginęło od 20–25 tys. do ok. 70 tys. Polaków, w województwach poleskim i lubelskim 10–20 tys. – w sumie wraz z wołyńskim ofiarami czystek etnicznych padło według różnych źródeł 80–100 tys. (Ryszard Torzecki), około 100 tys. (Grzegorz Motyka), 120 tys. (Czesław Partacz), bądź nieco ponad 130 tys. (Ewa Siemaszko) osób narodowości polskiej. Łączną liczbę Ukraińców, którzy zginęli w wyniku polskich działań na tym samym terenie, Grzegorz Motyka szacuje na 10–15 tys. osób.
Ryszard Szawłowski w artykule Genocidum atrox, publikowanym również jako Trzy ludobójstwa postawił tezę o równoważności zbrodni dokonanych przez III Rzeszę, ZSRR i nacjonalistów ukraińskich, przy nadaniu zbrodniom ukraińskim klasyfikacji wyższej od zbrodni niemieckich i sowieckich, oraz o przyznaniu temu mordowi specjalnej kwalifikowanej formy ludobójstwa określanej terminem łacińskim Genocidum atrox (ludobójstwo straszne, okrutne).
Śledztwa w sprawie zbrodni popełnionych przez ukraińskich nacjonalistów na ludności polskiej Wołynia i Podola prowadzą obecnie terenowe oddziały Instytutu Pamięci Narodowej.
Oddziałowa Komisja ŚZPNP w Rzeszowie prowadzi „śledztwo w sprawie zbrodni popełnionych przez nacjonalistów ukraińskich na ludności polskiej zamieszkałej na terenie pow. przemyskiego w latach 1944–1948”.

### Ofiary innych narodowości
Nacjonaliści ukraińscy mordowali także Żydów i Ukraińców nieprzychylnych UPA i pomagających Polakom oraz likwidowali kolaborantów z okresu pierwszej okupacji sowieckiej 1939–1941. Wiele ofiar było też wśród osób z małżeństw mieszanych. Według wyliczeń Siemaszków na Wołyniu w latach 1941–1945 z rąk nacjonalistów ukraińskich zginęło 846 lub 847 Ukraińców, 1210 Żydów, 342 Czechów, 135 lub 136 Rosjan i 70 osób jeszcze innej narodowości. Są to jednak dane dalece niepełne.

...partyzanci lojalni wobec OUN Bandery wymordowali dziesiątki tysięcy ukraińskich rodaków, podejrzanych o powiązania z Borowcem bądź Melnykiem. Choć nikt jeszcze nie zbadał tej kwestii, prawdopodobnie w 1943 r. UPA wymordowała równie wielu Ukraińców co Polaków.

Natomiast w działaniach odwetowych strony polskiej według Grzegorza Motyki na Wołyniu zginęło ok. 2–3 tysięcy Ukraińców. Grzegorz Hryciuk szacuje tę wielkość na 2–2,2 tys. osób, Wołodymyr Serhijczuk mówi ogólnie o „kilku tysiącach”.
Ofiarami czystki etnicznej była również niewielka społeczność polskich Ormian w Galicji, mordowanych za przywiązanie do polskości (pamiętano, że arcybiskup ormiański Józef Teodorowicz zdecydowanie opowiadał się za przynależnością Lwowa do Polski). W dniach 19–21 kwietnia 1944 r. w Kutach nad Czeremoszem na Pokuciu (zwanych małą stolicą Ormian polskich) zamordowano ok. 500 polskich Ormian i Polaków.

## Straty materialne
Oprócz dużej liczby ofiar, antypolskie akcje nacjonalistów ukraińskich i miejscowej ludności ukraińskiej doprowadziły do olbrzymich strat materialnych na Wołyniu.

W wyniku bezpośrednich działań wojennych zniszczeniu uległ niewielki procent tzw. substancji zabytkowej. Największych zniszczeń doznała ona w okresie rzezi ludności polskiej przez Ukraińców, zwłaszcza na Wołyniu. Kościoły często były ostatnimi miejscami, w których chronili się Polacy. W wyniku wyjątkowego okrucieństwa ukraińskich morderców, stawały się one ich grobami. Nienawiść, złość i wandalizm były w ostateczności czynnikiem najbardziej niszczącym dziedzictwo kulturowe tych ziem

Zdołano ustalić, że tylko na samym Wołyniu (bez obszaru Małopolski Wschodniej) z ogólnej liczby 1150 wiejskich osad polskich, w których znajdowało się 31 tys. zagród, oddziały ukraińskie zniszczyły 1048 osiedli i 26 167 zagród. Ponadto z 252 wołyńskich kościołów i kaplic zniszczone zostały 103 obiekty.
Już 16 października 1943 r. dowódcy Okręgu Wojskowego UPA Turiw nakazywali swoim oddziałom blokady gospodarcze miast, tak aby zabrakło w nich chleba dla uchodźców i usuwanie śladów polskości poprzez rozbieranie bądź palenie domów. Dalsze usuwanie materialnych przejawów obecności Polaków na Wołyniu było przeprowadzane zgodnie z rozkazem OUN z 2 lutego 1944 r.

[...] 7. Likwidować ślady polskości [...].
a) Zniszczyć wszystkie ściany kościołów i innych polskich budynków kultowych,
b) Zniszczyć drzewa przy zabudowaniach tak, aby nie pozostały nawet ślady, że tam kiedykolwiek ktoś żył, ale nie niszczyć drzew owocowych przy drogach,
c) do 21 XI 1944 roku zniszczyć wszystkie polskie chaty, w których poprzednio mieszkali Polacy [...]. Zwraca się uwagę raz jeszcze na to, że jeżeli cokolwiek polskiego pozostanie, to Polacy będą mieli pretensje do naszych ziem.
Postój, 9.02. [19] 44 r. Mandriwny

## Rzeź wołyńska a służby specjalne ZSRR
Wspólne ustalenia podczas konferencji naukowych z udziałem polskich i ukraińskich historyków w 1999 r. doprowadziły do konkluzji, że sowieckie służby specjalne (NKWD i GRU) przyczyniały się do podsycania i rozwijania antagonizmów polsko-ukraińskich. Uznano, że zakres zaangażowania sowieckich służb specjalnych i hipotezy w tym zakresie są jednak nie do rozstrzygnięcia bez dostępu do dokumentacji tych służb, znajdującej się w utajnionych zbiorach specjalnych Federacji Rosyjskiej.
Teza o podsycaniu wzajemnych stosunków polsko-ukraińskich przez Sowietów jest kwestionowana przez Grzegorza Hryciuka, który nie widzi możliwości prowokacji sowieckiej czy niemieckiej przy podejmowaniu decyzji o czystce etnicznej. Także według ostatnich stwierdzeń (2011) Grzegorza Motyki hipotezę o prowokacji sowieckiej przy podejmowaniu decyzji o czystce etnicznej należy stanowczo odrzucić. Nie ma żadnego udokumentowanego przypadku napadu przebranych za UPA enkawudzistów na jakąkolwiek polską wieś. Również prokurator Piotr Zając z departamentu Ścigania Zbrodni Przeciwko Narodowi Polskiemu uważa, że rozkaz eksterminacji zapadł w środowiskach przywódczych OUN-UPA, a kolejnymi pozostałymi determinującymi ludobójstwo czynnikami były masowy udział zaagitowanych chłopów ukraińskich w rzeziach i ukraiński nacjonalizm. Jak zauważył Timothy Snyder, podobna sytuacja społecznościowa i historyczna była na terenie obecnej Białorusi, tam jednak nie doszło do czystek na Polakach. Różnicę stanowiła ideologia nacjonalistyczna, która była nierozpowszechniona wśród Białorusinów.

## Upamiętnienie
7 lipca 2016 Senat RP przyjął uchwałę w sprawie oddania hołdu ofiarom ludobójstwa dokonanego przez nacjonalistów ukraińskich na obywatelach II Rzeczypospolitej w latach 1939–1945.
9 lipca 2016 uczestniczący w szczycie NATO w Warszawie prezydent Ukrainy Petro Poroszenko złożył przed stołecznym Pomnikiem Rzezi Wołyńskiej hołd ofiarom tego wydarzenia, klękając przed monumentem.
22 lipca 2016 Sejm RP – w trybie uchwały – ustanowił 11 lipca „Narodowym Dniem Pamięci Ofiar Ludobójstwa dokonanego przez ukraińskich nacjonalistów na obywatelach II RP”. Sejm oddał w niej hołd wszystkim obywatelom II Rzeczypospolitej zamordowanym przez ukraińskich nacjonalistów w latach 1943–1945.
24 sierpnia 2024 r. w Zielonej Górze został odsłonięty Pomnik Ofiar Zbrodni Wołyńskiej.
4 czerwca 2025 r. roku Sejm RP jednogłośnie przyjął ustawę ustanawiającą 11 lipca Narodowym Dniem Pamięci o Polakach – Ofiarach Ludobójstwa dokonanego przez OUN i UPA na ziemiach wschodnich II Rzeczypospolitej Polskiej. 

### Galeria

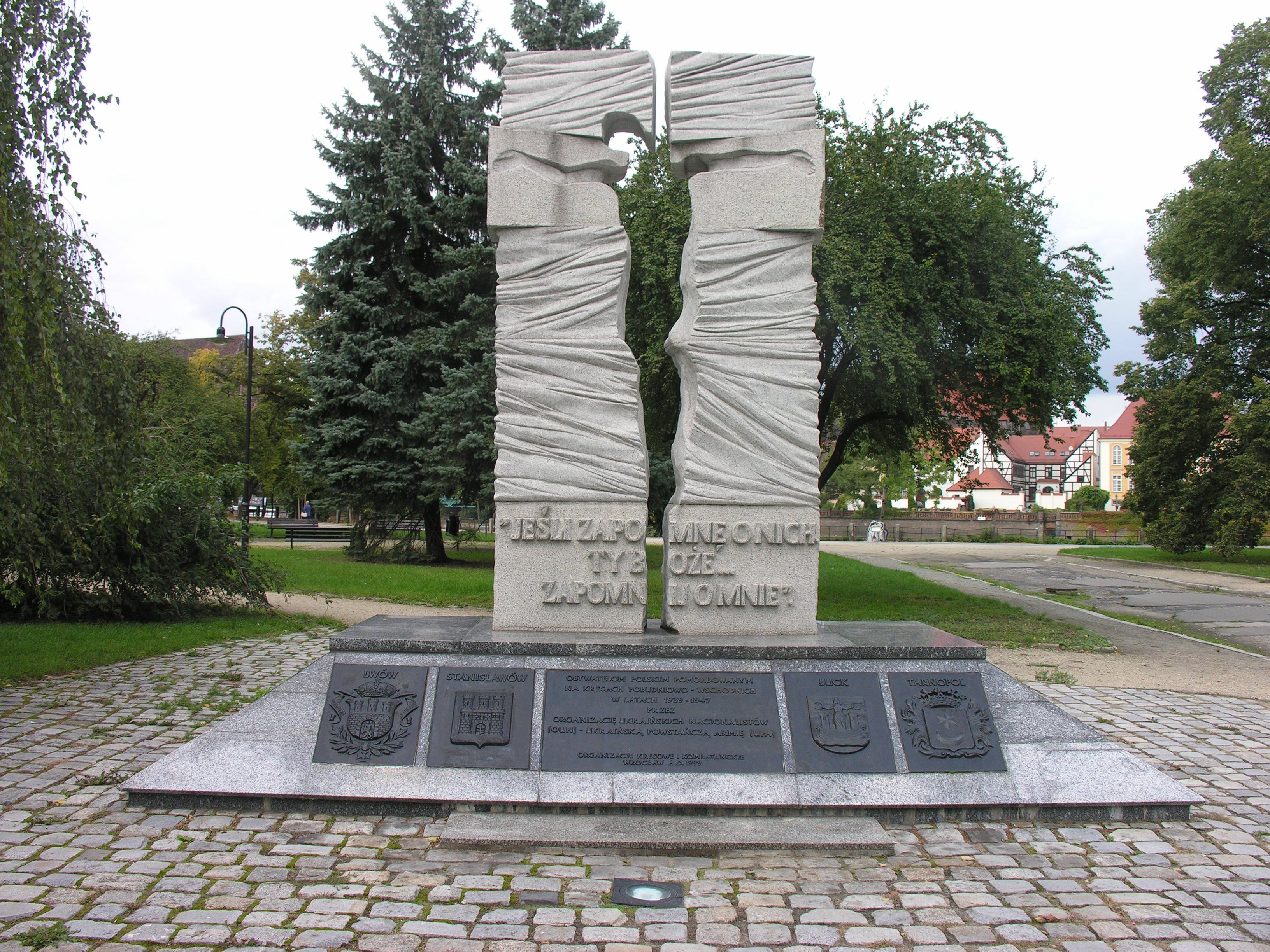
Pomnik Pomordowanych na Kresach
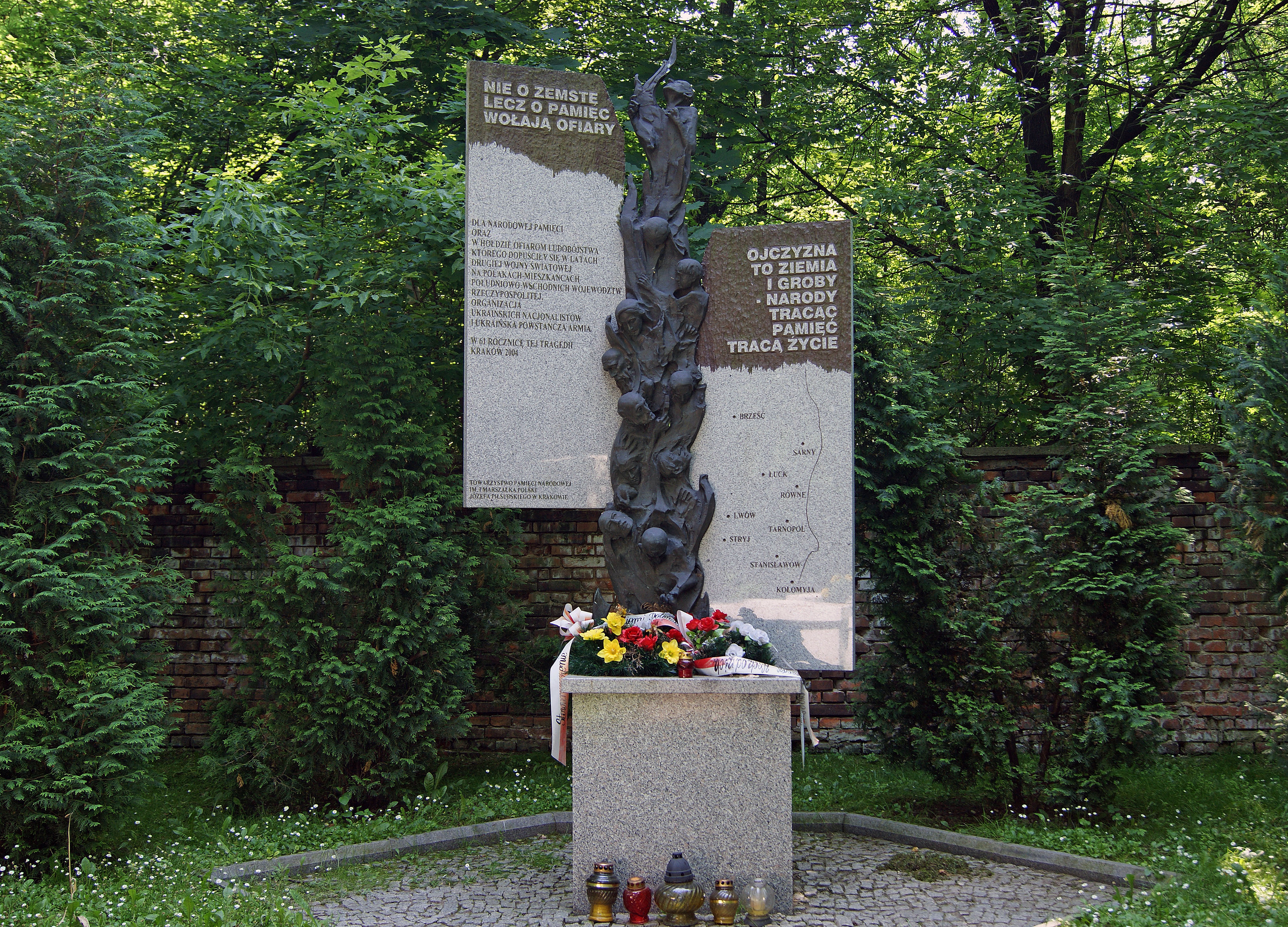
Pomnik ofiar ukraińskiego ludobójstwa na Cmentarzu Rakowickim
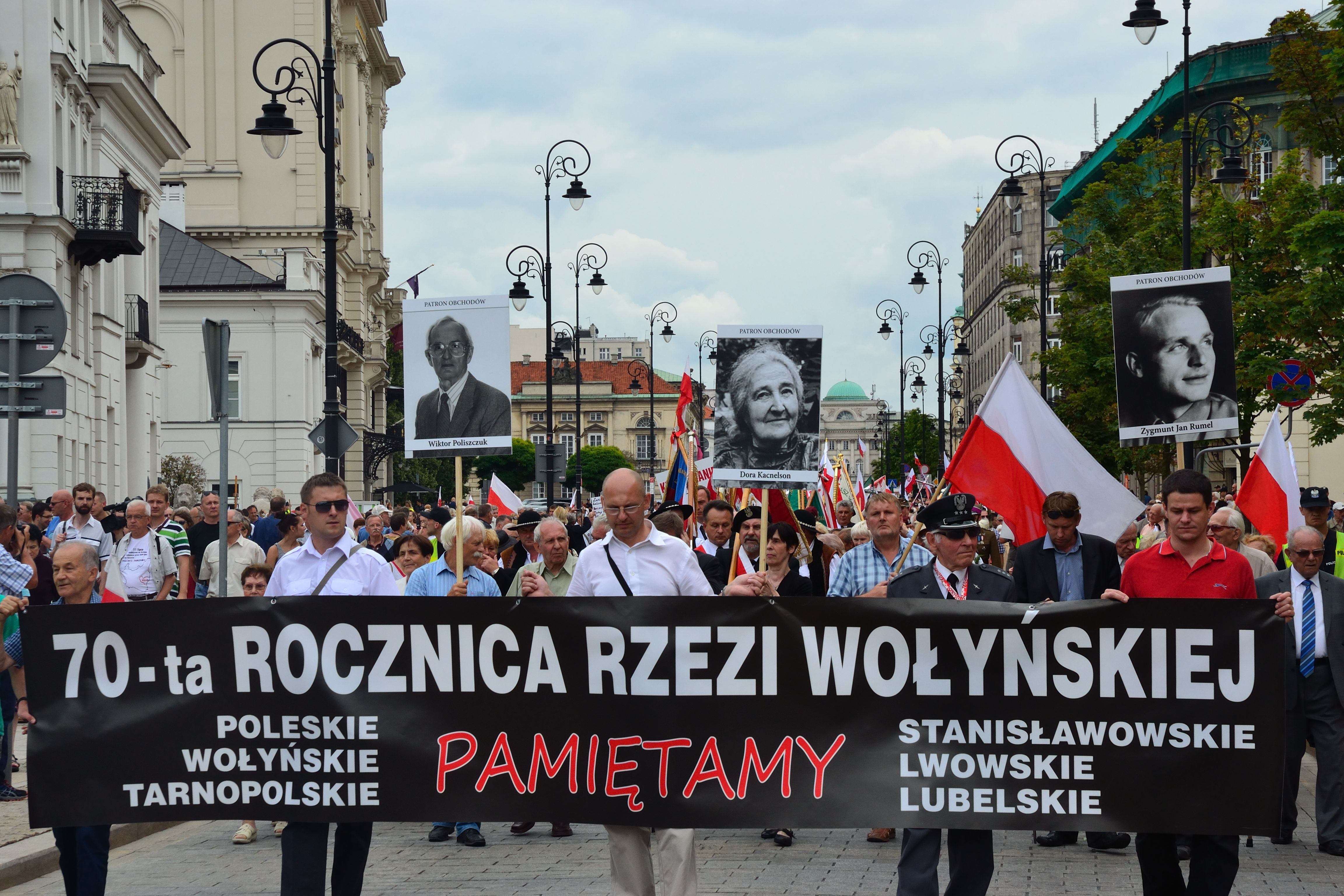
Marsz Pamięci Ofiar Rzezi Wołyńskiej (Warszawa, 11 lipca 2013)
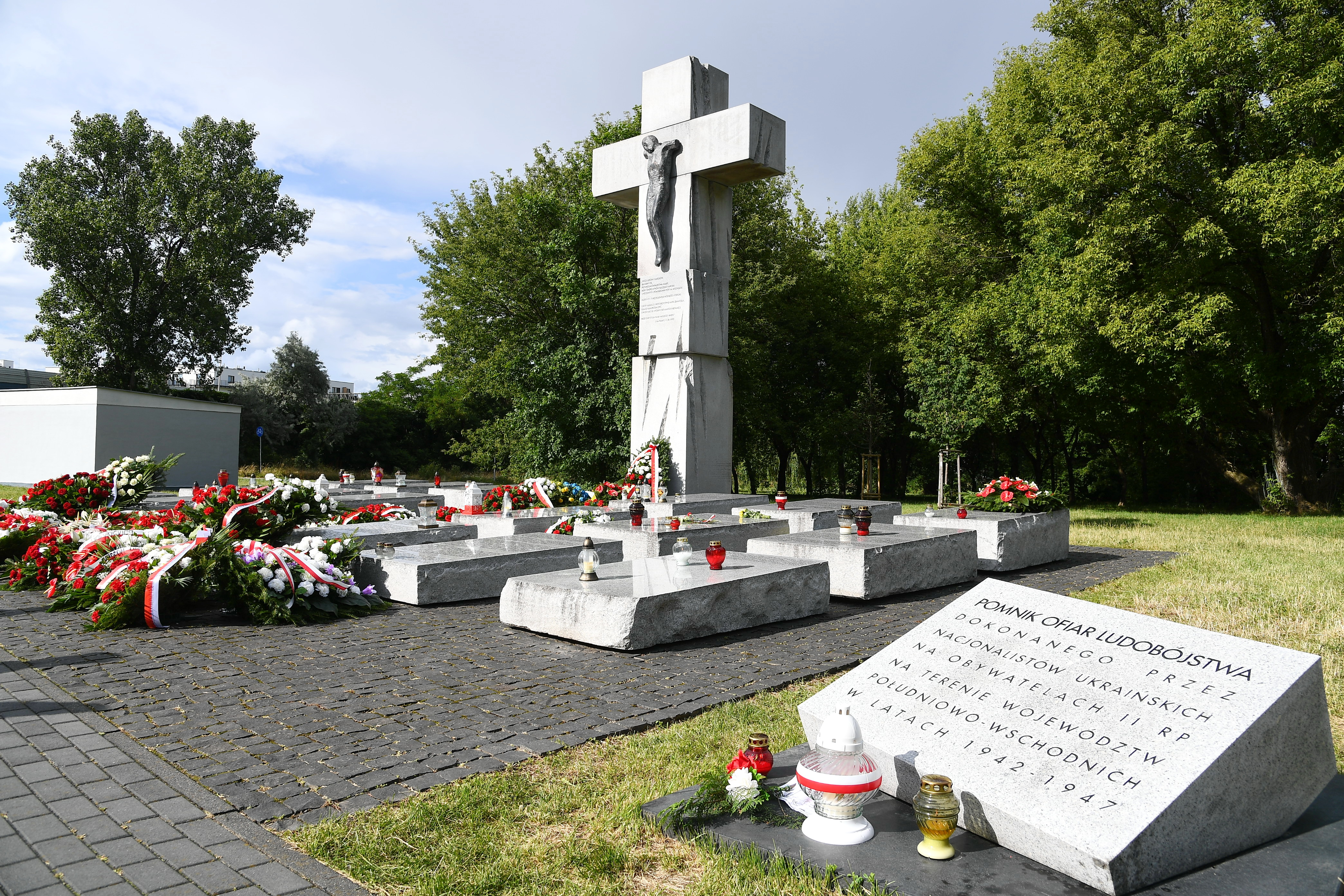
Pomnik Rzezi Wołyńskiej w Warszawie
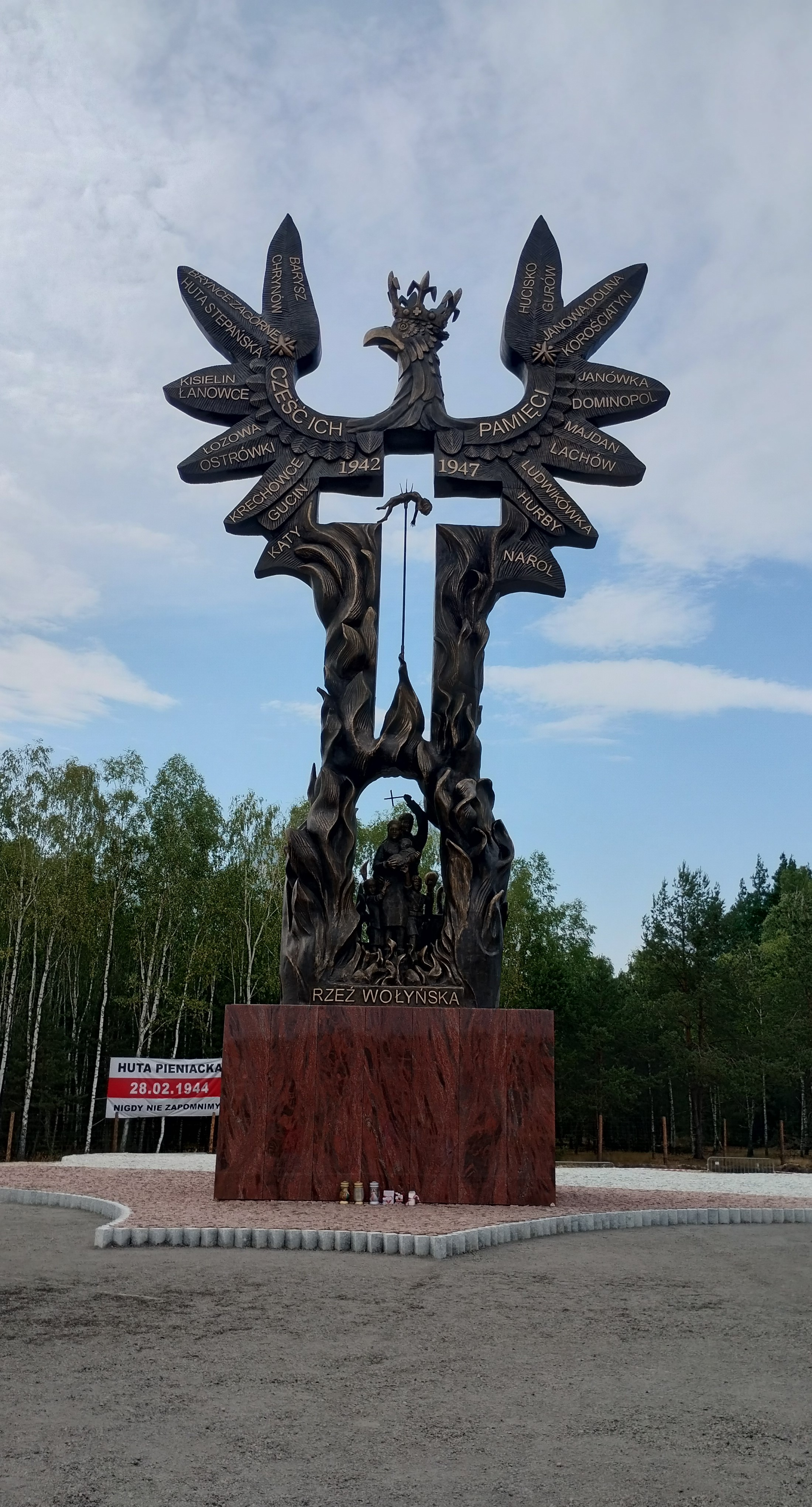
Pomnik „Rzeź Wołyńska” w Domostawie
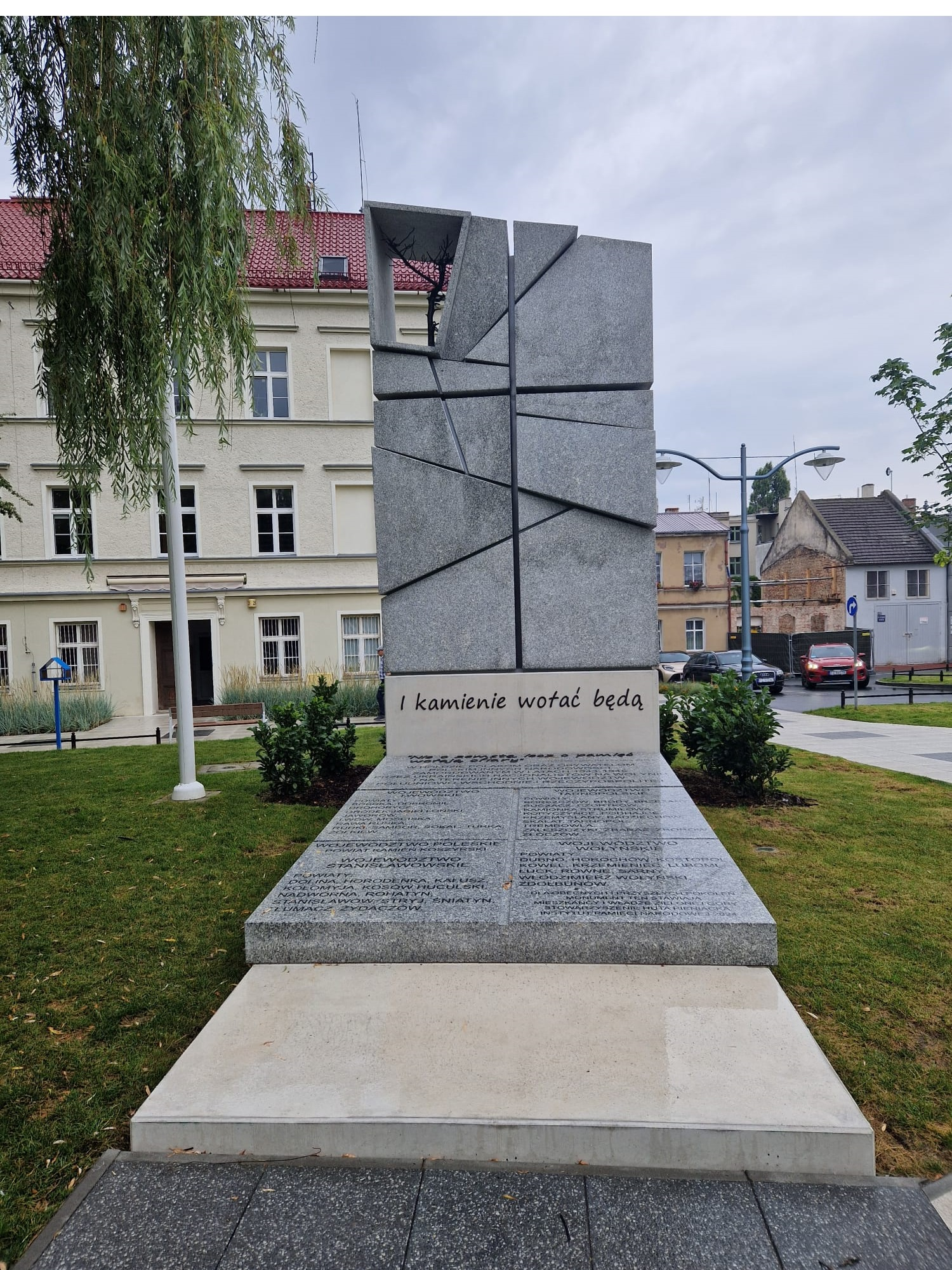
Pomnik Ofiar Zbrodni Wołyńskiej w Zielonej Górze

## Poszukiwania i ekshumacje
Leon Popek ocenia, że jedynie 3 tys. Polaków zabitych na Wołyniu przez ukraińskich nacjonalistów miało chrześcijański pochówek. W jego opinii pozostałe ofiary, które spoczywają w około 10 tysiącach „dołów śmierci”, powinny zostać odnalezione, ekshumowane i godnie pochowane. Kolejne 10 tys. „dołów śmierci” wymagających takich samych działań znajduje się zdaniem Popka na terenie dawnej Małopolski Wschodniej.
Do 2016 roku organizatorem bądź współorganizatorem prac poszukiwawczo-ekshumacyjnych na Wołyniu ze strony polskiej była Rada Ochrony Pamięci Walk i Męczeństwa. W 2016 roku kompetencje zlikwidowanej ROPWiM przejęły Ministerstwo Kultury i Dziedzictwa Narodowego oraz Instytut Pamięci Narodowej. W ramach IPN poszukiwaniem, ekshumacjami i identyfikacją ofiar systemów totalitarnych i czystek etnicznych z lat 1917–1989 zajmuje się Biuro Poszukiwań i Identyfikacji, którego częścią jest Wydział Kresowy.
Od 1992 roku ekshumacje szczątków polskich ofiar zbrodni OUN-UPA odbyły się w zaledwie kilku miejscowościach na Wołyniu: Ostrówkach, Woli Ostrowieckiej, Gaju, Pawliwce (Porycku) i Radowiczach. W 2017 roku władze ukraińskie ogłosiły blokadę udzielania stronie polskiej pozwoleń na prace poszukiwawcze i ekshumacyjne na terytorium Ukrainy, uzależniając jej zniesienie od spełnienia warunków takich jak odbudowa ukraińskich upamiętnień (często nielegalnych) na terenie Polski czy zmiana ustawy o IPN. Sprawa stała się przedmiotem rozmów prezydentów obu państw; według premiera Mateusza Morawieckiego kwestia poszukiwań i ekshumacji stała „trudnym tematem” w stosunkach z Ukrainą.

## Zaprzeczanie odpowiedzialności za zbrodnie

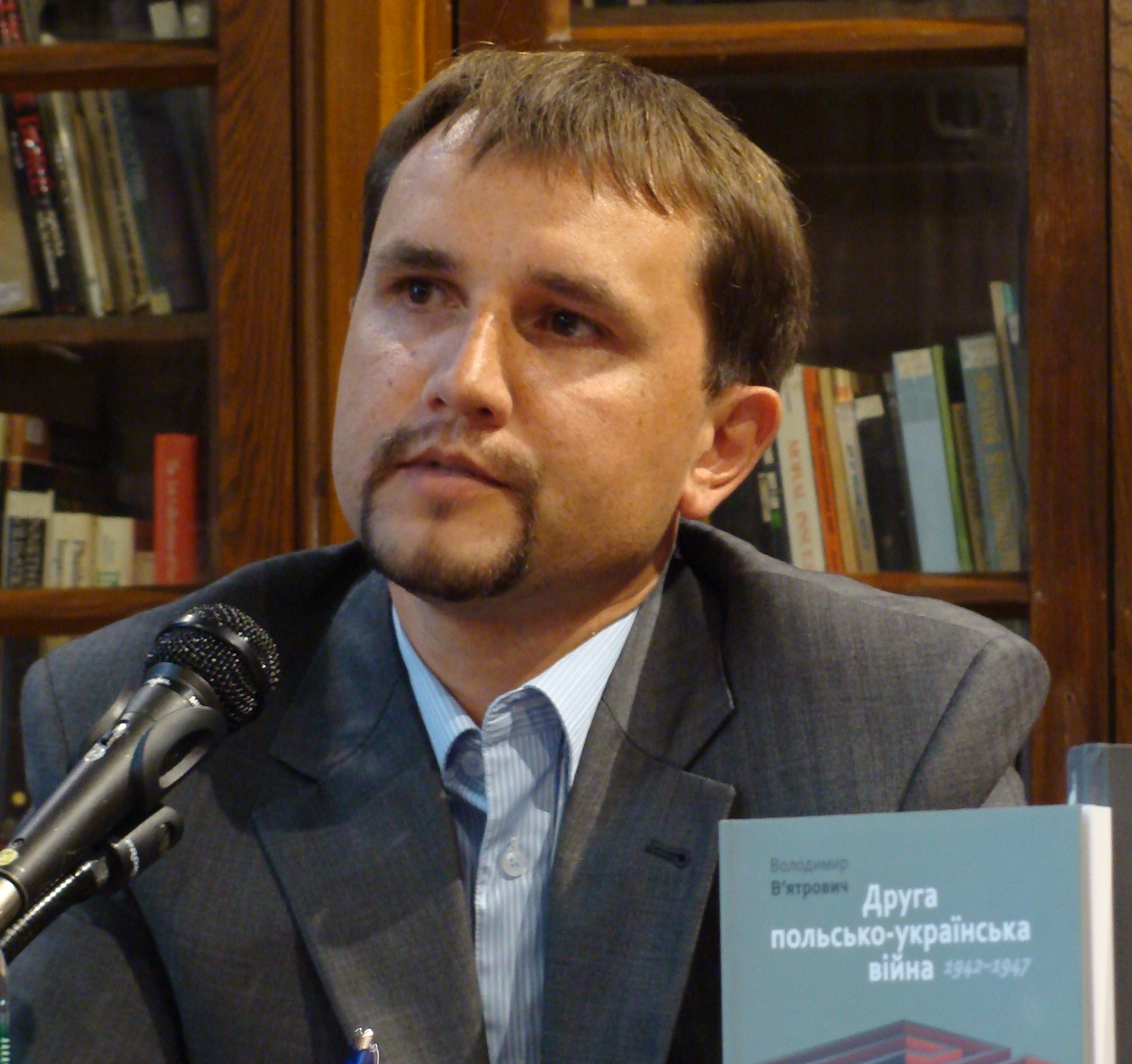
Prezes ukraińskiego IPN Wołodymyr Wjatrowycz prezentuje swoją książkę, uznawaną za próbę zaprzeczenia odpowiedzialności OUN-UPA za zbrodnie

W październiku 1943 kierownictwo OUN-B odnosząc się do rzezi wołyńskiej ogłosiło, że „ani naród ukraiński, ani Organizacja Ukraińskich Nacjonalistów” nie mają z masowymi zbrodniami nic wspólnego. „Wydarzenia, które miały miejsce w ostatnich miesiącach na ukraińskich ziemiach”, nazwano obopólną „rzeźnią”, w której brali udział ludzie działający w obcym interesie – niemieckim i sowieckim. Winą za wybuch tych wydarzeń obarczono Polaków, wskazując na cztery przyczyny:
- napięte stosunki między Ukraińcami a Polakami z powodu polityki narodowościowej II RP;
- „niszczenie Ukraińców” przez Polaków na Chełmszczyźnie (zob. ukrainizacja ziemi chełmskiej);
- wspomaganie przez Polaków okupanta niemieckiego i partyzantki sowieckiej;
- „systematyczne pogromy” Ukraińców przez Polaków służących w niemieckiej policji.

Według Krzysztofa Łady przedstawiona przez OUN-B interpretacja weszła do kanonu usprawiedliwień rzezi wołyńskiej i była powielana w wielu publikacjach po II wojnie światowej.

## Stosunek historyków ukraińskich do rzezi wołyńskiej
W okresie istnienia ZSRR historycy działający w Ukraińskiej SRR nie mogli prowadzić rzetelnych badań nad działalnością UPA z powodu przemilczania jej udziału w walce z III Rzeszą; podobnie sytuacja wyglądała w odniesieniu do badań nad działalnością AK. W związku z tym faktem, zdaniem Ihora Iljuszyna, historiografia niepodległej Ukrainy odziedziczyła po wymienionej epoce zniekształcony obraz obydwu formacji.
17 lutego 2003 roku we Lwowie odbyło się spotkanie tzw. „okrągłego stołu”, które zgromadziło najważniejszych ukraińskich historyków i działaczy społecznych. Podczas obrad na tym spotkaniu ogłoszono, że: „podstawowymi winowajcami ukraińsko-polskiej wojny w tym czasie był przedwojenny rząd totalitarnej Polski, który stosował etniczne czystki przeciwko Ukraińcom i na zwolnionych ziemiach prowadził politykę kolonizacyjną” (zob. Akcja polonizacyjno-rewindykacyjna 1938 roku), a także „swoją negatywną rolę odegrał polski rząd emigracyjny w Londynie, który jako wstępny warunek strony polskiej w rozmowach ze stroną ukraińską wysunął nie do przyjęcia wymóg uznania Polski w granicach do 1939”. Z taką interpretacją faktów nie zgodził się Władysław Filar, który określił taki punkt widzenia ukraińskich uczonych jako „płytki merytorycznie, odbiegający od prawdy historycznej”, a nazywanie przez nich ówczesnych wydarzeń na Wołyniu mianem „ukraińsko-polskiej wojny”, uznał jednoznacznie za błędne, pisząc: „To nie były walki polsko-ukraińskie, a rzeź bezbronnych i niewinnych ludzi, to eksterminacja ludności polskiej”. Władysław Filar zarzucił także „wybielanie” faktów konkretnym ukraińskim historykom, m.in.: Lwu Szankowskiemu i Petro Poticznemu. Zdaniem Filara podobną postawę prezentuje także Jarosław Pełenski.
Bezpośrednio przed obchodami 60. rocznicy rzezi wołyńskiej na Ukrainie został wydany list otwarty podpisany przez grupę intelektualistów ukraińskich, w którym zwrócili się oni z prośbą o wybaczenie do Polaków, „których losy zniszczył ukraiński oręż”. Rok wcześniej ukraiński historyk i polityk Wołodymyr Łytwyn w swojej pracy Tysiacza rokiw susidstwa i wzajemodiji, prawdopodobnie jako pierwszy polityk ukraiński, zgodził się na przedstawienie wydarzeń rzezi wołyńskiej jako akcji noszącej cechy „czystki etnicznej”.
Zdaniem Ihora Iljuszyna we współczesnej historiografii ukraińskiej nadal spotyka się autorów, którzy opisując stosunki polsko-ukraińskie w czasie II wojny światowej ujmują zagadnienie jednostronnie antypolsko; Iljuszyn wymienia wśród nich Wołodymyra Serhijczuka oraz Andrija Bolanowskiego. Autor ten podkreśla również, iż w historiografii ukraińskiej zauważalne są także prace wartościowe, cechujące się bardziej wyważoną i głębszą interpretacją, chociaż nadal nacechowaną patriotycznie. Wymienia tu publikacje Jarosława Isajewycza, Jarosława Hrycaka, Feodosija Steblija, Walerija Smolija i Bohdana Hudia.
Jarosław Hrycak określił w 2004 rzeź wołyńską jako „chrzest bojowy” UPA, równocześnie zaś zbrodnię wojenną i działanie absurdalne z punktu widzenia polityczno-militarnego.
Według Grzegorza Motyki publikacje ukraińskie poświęcone tematyce UPA skupiają się na jej walce z ZSRR i Niemcami hitlerowskimi, marginalizując problem stosunku tej organizacji do Polaków.